# اکسیژن جامد
اکسیژن جامد در فشار اتمسفر معمولی با دمای کمتر از ۵۴/۳۶ کلوین (۲۱۸٫۷۹− سانتی‌گراد یا ۳۶۱٫۸۲− درجه فارنهایت) شکل می‌گیرد. اکسیژن جامد O2، مانند اکسیژن مایع، ماده ای روشن با رنگ آبی- آسمانی روشن است که در اثر جذب در قسمت قرمز طیف نور مرئی ایجاد می‌شود.

## فاز

نمودار فاز اکسیژن جامد

به نظر می‌رسد شش مرحله مختلف اکسیژن جامد وجود دارد.